# For Reasons Unknown
For Reasons Unknown è una canzone del gruppo indie rock The Killers, quinta traccia nel loro secondo album Sam's Town e quarto singolo tratto dall'album stesso il 25 giugno 2007.

## Composizione e performance live
La canzone è stata composta da Brandon Flowers, che in un'intervista con NME ha spiegato che è stata scritta mentre il gruppo era in tournée per promuovere Hot Fuss: "For Reasons Unknown è una canzone molto vecchia. La scrivemmo durante il tour e la registrammo sul Louis XIV's bus. Completammo una versione quella Notte stessa e quella che compare nell'album è molto simile".
Durante le performance live, Brandon Flowers suona il basso al posto di Mark Stoermer, che invece passa alla seconda chitarra.
Sul significato del testo, non c'è un'interpretazione o spiegazione ufficiale. Durante il concerto alla Royal Albert Hall, nell'intermezzo della canzone, Flowers pronuncia queste parole: "Voi gente, avete mai amato qualcuno? Certe volte avviene molto velocemente, molto facilmente, come i capelli delle belle ragazze inglesi cadono sulle loro spalle. Certe volte scompare altrettanto velocemente, ti svegli un mattino, le farfalle smettono di volteggiare, ma tu lo vuoi indietro e vuoi combattere per esso, vuoi respirare di nuovo quel fuoco. Per questo lo richiedi, lo richiami."
Tra i singoli della band, For Reasons Unknown è uno di quelli di minor successo, toccando la posizione più alta alla numero 53 il primo luglio 2007 e ha passato una sola settimana nella Top 75 inglese. Si è posizionata al 78º posto nella Top 100 Hits of 2007 di MTV Asia.
I B-side sono una cover di Romeo and Juliet dei Dire Straits ed una versione acustica di Sam's Town, entrambe registrate live ad Abbey Road per il programma Live from Abbey Road di Channel 4, e più tardi inserita nell'album Sawdust.

## Video
Il video è stato realizzato in bianco e nero, e mostra la band a cavallo nel deserto con alcuni chroma key sullo sfondo e varie scene che si alternano. Nel filmato, Brandon Flowers suona il basso esattamente come nei live, con Stoermer che suona la seconda chitarra. Fra gli elementi ricorrenti, Flowers indossa i suoi trademark Rayban Wayfarer e compare ripetutamente il montone della copertina dell'album.

## Tracce
UK CD:
1. For Reasons Unknown - 3:31
2. Romeo and Juliet (Live agli Abbey Road Studios) - 5:25

UK 7":
1. For Reasons Unknown - 3:31
2. Sam's Town (Live agli Abbey Road Studios) - 5:25